# Tao II
Sekenenré Taá foi um rei da XVII dinastia egípcia durante o Segundo Período Intermediário que governou a região de Tebas. Sekenenré ("O que castiga com Ré") era o seu prenome ou nome de coroação.
Era filho do seu antecessor, Senakhtenré Amósis e da rainha Tetixeri. À semelhança do pai continuou a luta contra os Hicsos, um povo de origem asiática que se tinha apoderado do Egito, governando a partir do Delta.
Foi casado com a sua irmã, Aotepe I, com a qual teve dois filhos, Camés e Amósis I, bem como Amósis-Nefertari.
Morreu com pouco mais de trinta anos e em combate, como revela a sua múmia, descoberta em 1881 por Gaston Maspero, na qual se detectaram duros golpes na cabeça. Segundo as análises, o corpo já se encontrava em estado de decomposição quando foi mumificado, avançando-se por isso com a hipótese de que o seu corpo foi resgatado do campo de batalha. O túmulo do rei não é conhecido, mas sabe-se que a múmia foi retirada do túmulo original para ser colocada no chamado "esconderijo" de Deir Elbari durante o Terceiro Período Intermediário.